# ياسر صفحي
ياسر عيسى صفحي مواليد 9 سبتمبر 1998 في ، السعودية، هو لاعب كرة قدم سعودي يلعب في خط الوسط في نادي الثقبة.

## مسيرة اللاعب
مثل نادي الثقبة في الفئات السنية و انتقل إلى أولمبي نادي النصر في عام 2017 و عاد إلى نادي الثقبة في عام 2018 و انتقل إلى نادي الفيصلي في صيف 2020 و أعير إلى نادي النهضة و عاد بعدها إلى نادي الثقبة.

## روابط خارجية
- ياسر صفحي على موقع كووورة